# گرت ترینکلین
گرت ترینکلین (انگلیسی: Gert Trinklein; ۱۹ ژوئن ۱۹۴۹ – ۱۱ ژوئیهٔ ۲۰۱۷) بازیکن فوتبال اهل آلمان بود.
از باشگاه‌هایی که در آن بازی کرده‌است می‌توان به باشگاه فوتبال آینتراخت فرانکفورت و باشگاه فوتبال کیکرز اوفنباخ اشاره کرد.